# Rh式血液型不適合
Rh式血液型不適合（Rhしきけつえきがたふてきごう、英: Rhusus disease）は、Rh胎児新生児溶血性疾患（ 英: rh-hemolytic disease of the newborn、Rh-HDFN ）としても知られており、妊婦の抗体が胎児の赤血球を破壊する疾患である。一般的な症状には、胎児または新生児の赤血球数の減少と黄疸などがあげられる。発症は出産前または出産直後におこる。合併症には、死産、胎児水腫、知的障害、聴覚障害、視覚障害などがあげられる。
Rh式血液型不適合は抗D抗体による胎児新生児溶血性疾患（HDFN）の一種である。これは、RhD陰性の女性がRhD陽性の赤ちゃんを妊娠した場合にRhD陽性の血液に感作されることにより発症する。感作は以前の妊娠中または血液製剤の曝露によっておこる可能性がある。感作の危険因子には、母親の血液型がO型であることがあげられる。診断は通常、定期的な出生前検診中におこなわれる。
RhD陰性の妊婦にRho(D)免疫グロブリンを注射することで、症例の99％は予防できる。罹患した新生児の治療は重症度に応じて異なり、輸血、光療法、免疫グロブリン静脈投与がおこなわれる場合がある。出生前に胎児に輸血がおこなわれる場合もある。場合によっては、治療を早期に開始するために早期出産が推奨されることもある。
Rh式血液型不適合は、年間推定35万人以上の新生児が罹患している。先進国では珍しいが、開発途上国では比較的よくみられる疾患である。危険を伴う妊娠では、新生児の約3分の1が死亡し、3分の1には障害が残る。2020年時点では、予防措置を受けるべき女性の約半数が予防措置を受けていない。Rh式血液型不適合の症状については、早くて1609年にフランスで説明されており、紀元前400年頃にヒポクラテスによって記述されていた可能性もある。